# شکم‌پایان سیگمورثرا
شکم‌پایان سیگمورثرا(نام علمی: Sigmurethra) نام یک زیرراسته از کلاد ستون‌چشم‌داران است.